# Francisco Tárrega

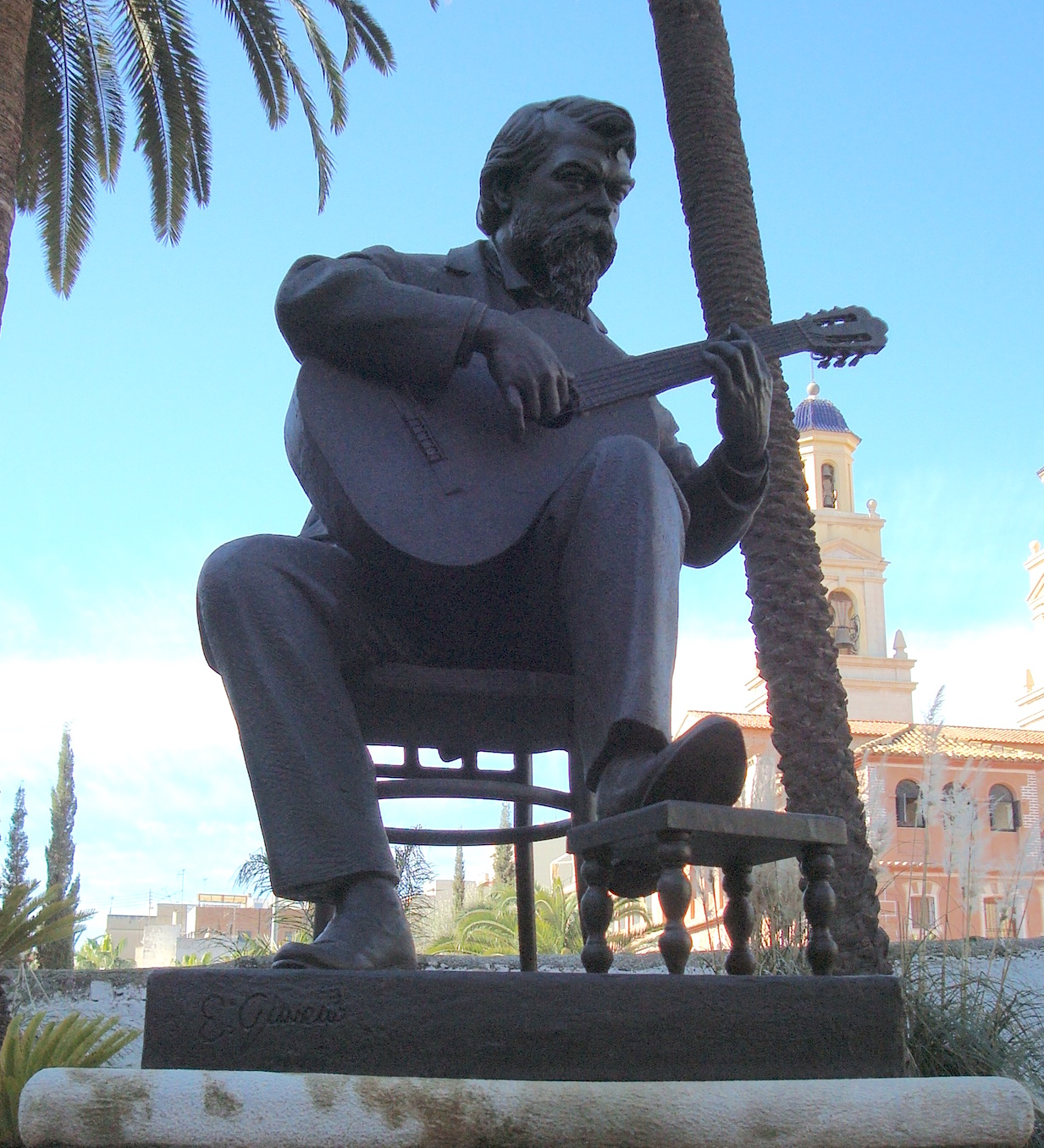
Francisco Tárrega
(1852-1909)

Francisco Tárrega y Eixea (21 noiembrie, 1852 - 15 decembrie, 1909) a fost un compozitor și chitarist spaniol.
Francisco Tárrega a compus lucrări pentru chitară: Danza Mora, Tango, Gran Vals, Recuerdos de la Alhambra, Capriche Arabe, dezvoltând enorm tehnica acestui instrument muzical.